# Juanita Castro
Juana de la Caridad (Juanita) Castro Ruz (6 tháng 5 năm 1933 – 4 tháng 12 năm 2023) là em gái của cựu Chủ tịch Cuba Fidel Castro và cựu Chủ tịch Raúl Castro. Sau khi làm việc với tư cách là nhân viên Cục Tình báo Trung ương Hoa Kỳ tại Cuba, bà sống tại Hoa Kỳ từ năm 1964.

## Sơ lược
Juanita sinh tại Birán, gần Mayarí, hiện tại được biết đến là Tỉnh Holguín. Juanita cùng với các thành viên trong gia đình Castro hoạt động trong Phong trào 26 tháng 7 để chống lại Fulgencio Batista trong cuộc cách mạng Cuba. Tư gia của bà trở thành nơi địa bàn cho những người chống cộng tá túc trước bà lánh nạn khỏi Cuba năm 1964.
Juanita Castro nói với đài truyền hình WLTV-23 của hệ thống Univision tối ngày Chủ Nhật, 25 tháng 10 năm 2009 rằng bà lúc đầu ủng hộ việc ông anh lật đổ chế độ độc tài Batista thân Hoa Kỳ năm 1959, nhưng ngay sau đó thất vọng trước việc có hàng loạt các cuộc xử tử thành phần chống đối và việc tịch thu nhà cửa tài sản của người dân. CIA đã tìm đến liên lạc với bà. Theo tờ Miami Herald, bà cộng tác với CIA khi còn ở Cuba cũng như sau khi rời khỏi nơi này. Bà sau đó định cư tại Florida và mở nhà thuốc tây. Nhà Santillana USA phát hành cuốn hồi ký của Juanita ngày 25 tháng 10 năm 2009.
Bà qua đời tại một bệnh viện ở Miami, Florida, vào ngày 4 tháng 12 năm 2023, thọ 90 tuổi.